# Fotografie v Albánii

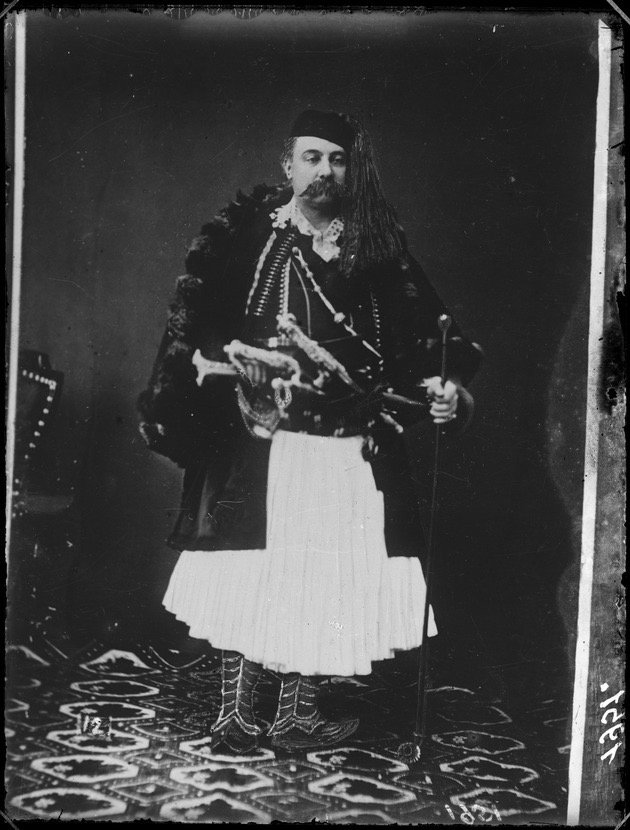
Fotografie italského konzula Alessandra De Rege di Donato, který sloužil ve Skadaru od 20. února 1881 do 18. února 1886, je považována za jednu z prvních fotografií v Albánii, Pietro Marubi

Jako v mnoha zemích byl vývoj techniky, řemesla a umění fotografie v Albánii mimo jiné důsledkem změny technologie, zlepšování ekonomických podmínek a míry uznání fotografie jako svéprávné formy umění. Fotografie se v Albánii vyvíjela za silné spoluúčasti a zájmu od počátků tohoto umění k úspěchům ve světě fotografie do dnešních dní.

## Historie

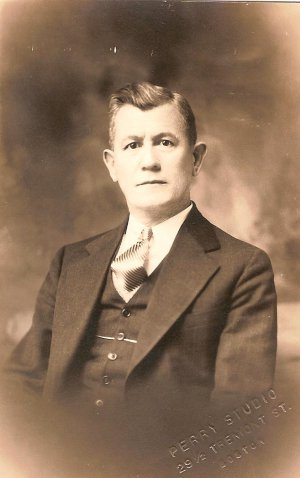
Pero Kaçauni
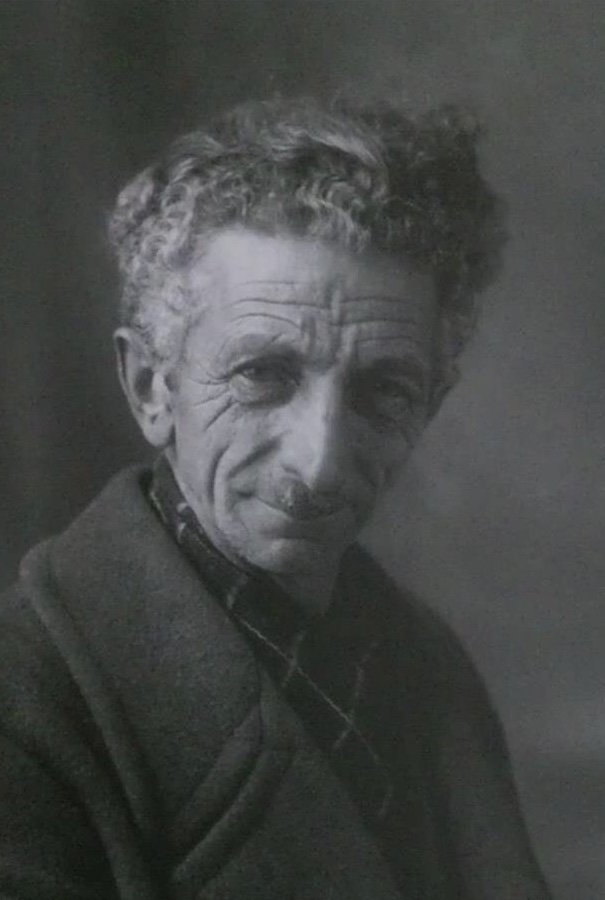
Kolë Maca
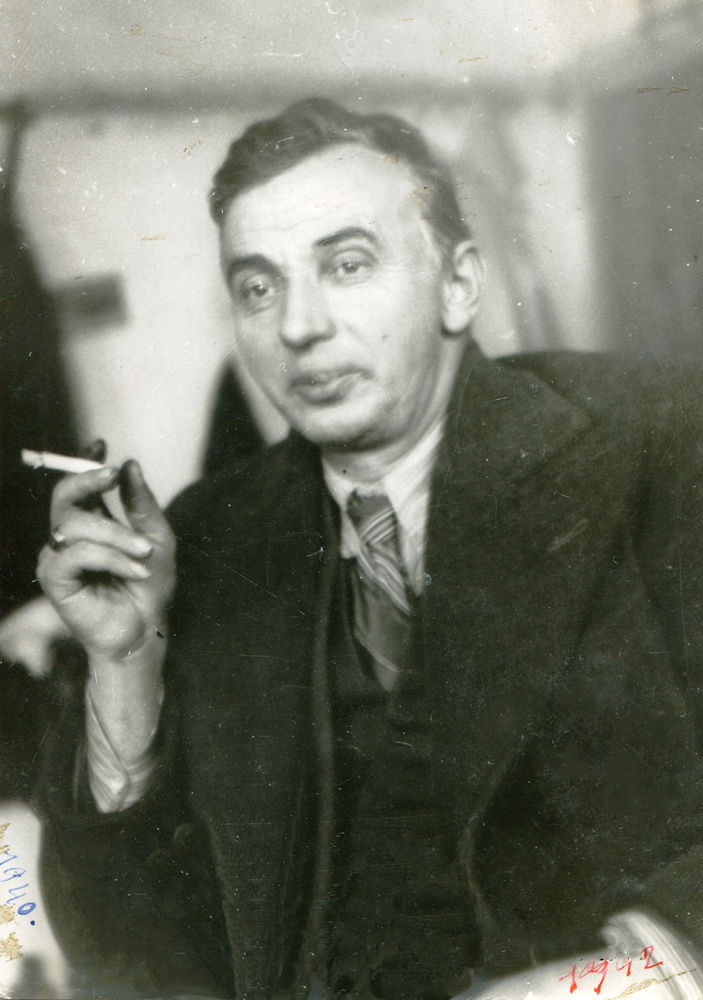
Foti Papajani
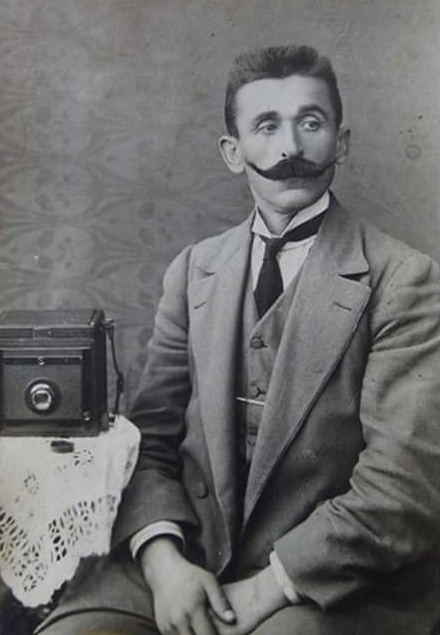
Petro Dhimitri

Historie fotografie v Albánii začíná dynastií Marubiů a jejím zakladatelem Pietrem Marubim (1834–1903). Pietro Marubi přišel do severozápadního města Skadaru z italské Piacenzy v druhé polovině 19. století a otevřel zde první fotografické studio v roce 1858. První děti Pietra Marubiho a jeho věrní následníci, kteří neměli žádné vlastní děti, byli Mati a Kel Kodheli, synové jeho zahradníka Rroka Kodheliho. Pietro poslal Matiho, staršího z obou bratrů, aby studoval fotografii ve studiu Sebastianutti & Benque v Terstu. Když Mati předčasně zemřel ve svých devatenácti letech, v roce 1881 Pietro adoptoval Kela, kterého poslal také do Itálie na studium a později převzal příjmení Marubi. Po Pietrově smrti v roce 1903 zdědil Kel studio svého adoptivního otce a pokračoval v jeho práci. Pak ho následoval jeho vlastní syn Gegë Marubi, který studoval fotografii a kinematografii ve Francii ve studiu bratrů Lumièrů.
Všeobecně uznávaný jako první, kdo v Albánii fotografoval je Jani Zengo (1832–1913). Jeho první zaznamenaná fotografie byla fotografie místní školy v jeho vesnici, datovaná rokem 1862.

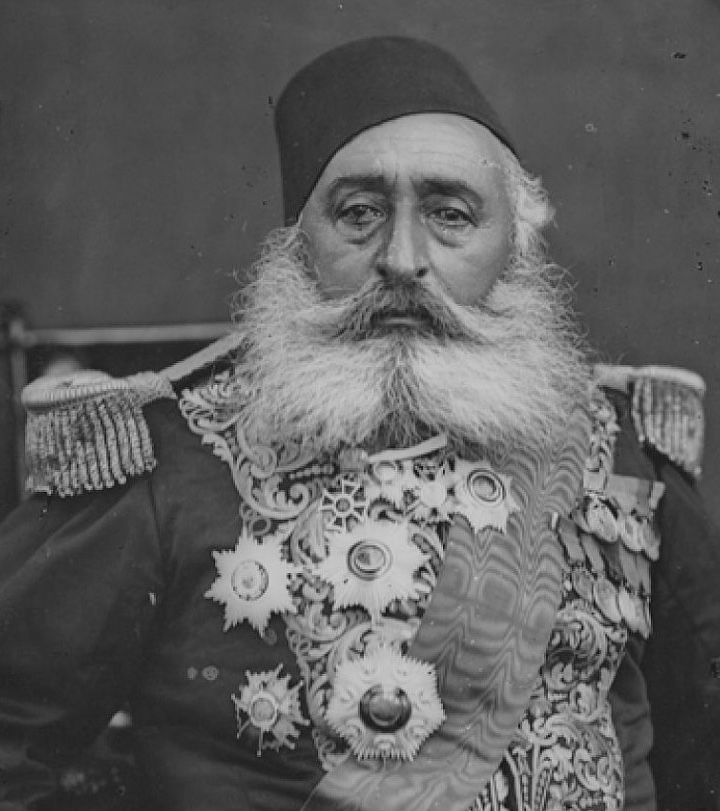
Pietro Marubi: Ismail Pascha, 1875
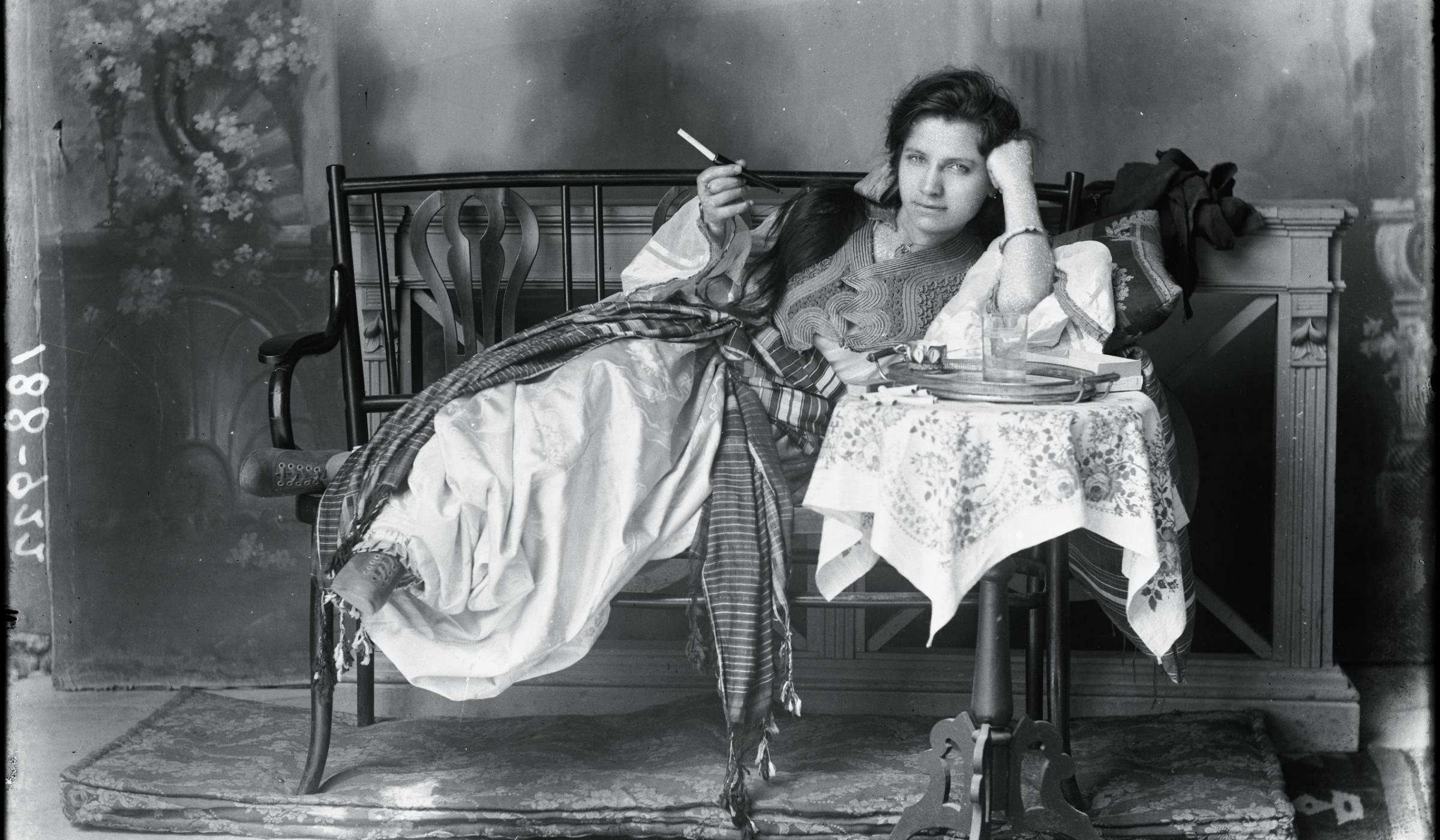
Kel Marubi: Dívka v tradičním muslimském oblečení
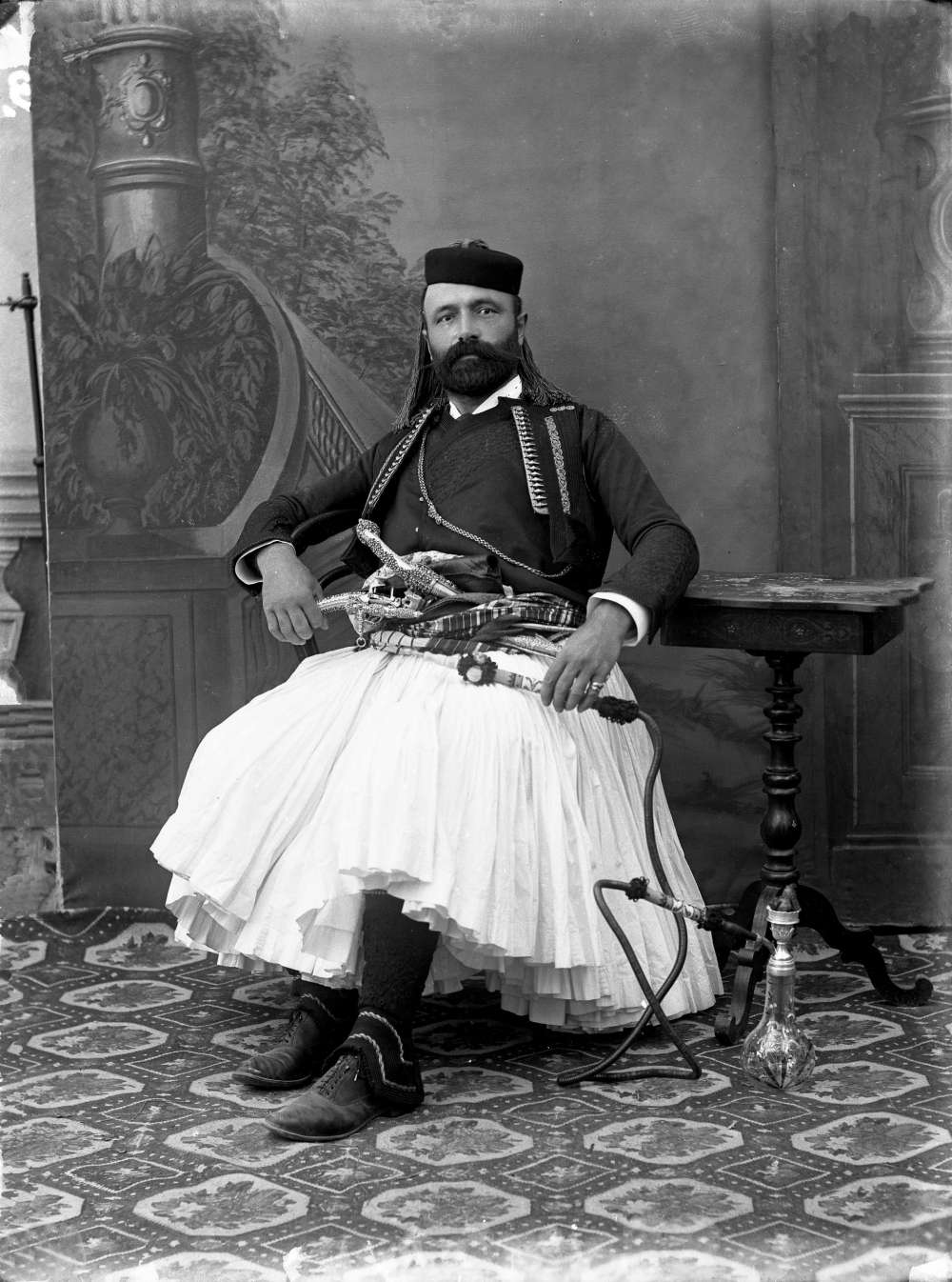
Kel Marubi: Muž v albánském kitu
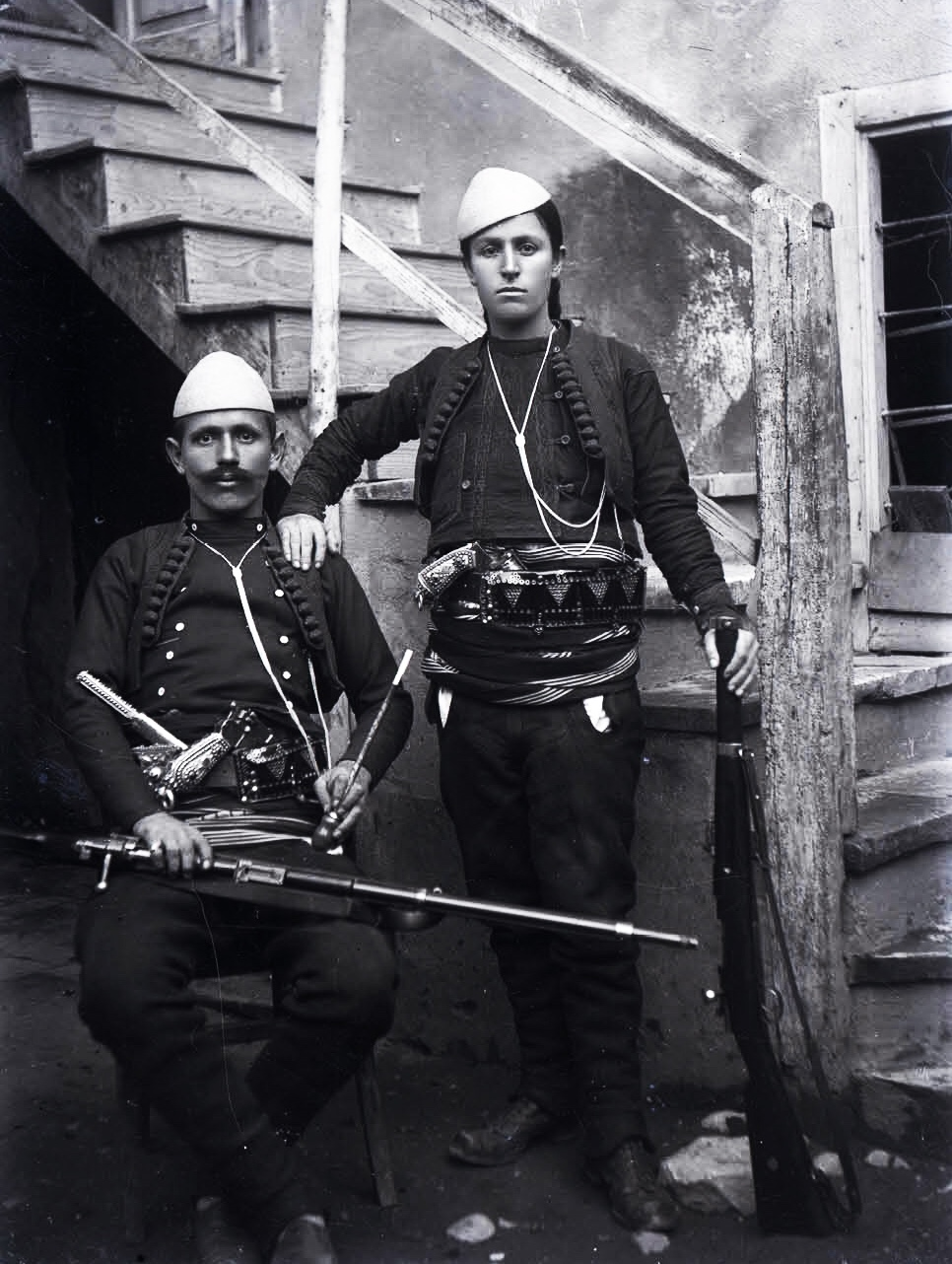
Kel Marubi: Kosovský povstalec Azem Galica a jeho žena Shota, asi 1920

S nástupem komunistické vlády ve 40. letech 20. století, kdy byl každý soukromý podnik ze zákona zakázán, byl Gegë Marubi nucen přenechat archiv své rodiny státu. Jiná fotografická studia, která se otevřela v Albánii v průběhu stejných desetiletí, včetně Dritëshkroja e Kolës (1886), Fotografija Pici (1924), Foto Jakova (1932) a Foto Rraboshta (1943), se také musely vzdát svých fotografií. Z těchto kombinovaných zdrojů byla založena Marubi Photothèque jako divize Historického muzea ve Skadaru. Část muzea zůstala až do roku 2003, kdy se stalo autonomní institucí.
Jeho nástupce, Národní fotogalerie Marubi a první albánské muzeum fotografie, bylo otevřeno v květnu 2016. Jádro její sbírky tvoří to, co bylo dříve obsahem fotografické sbírky Marubi Photothèque.

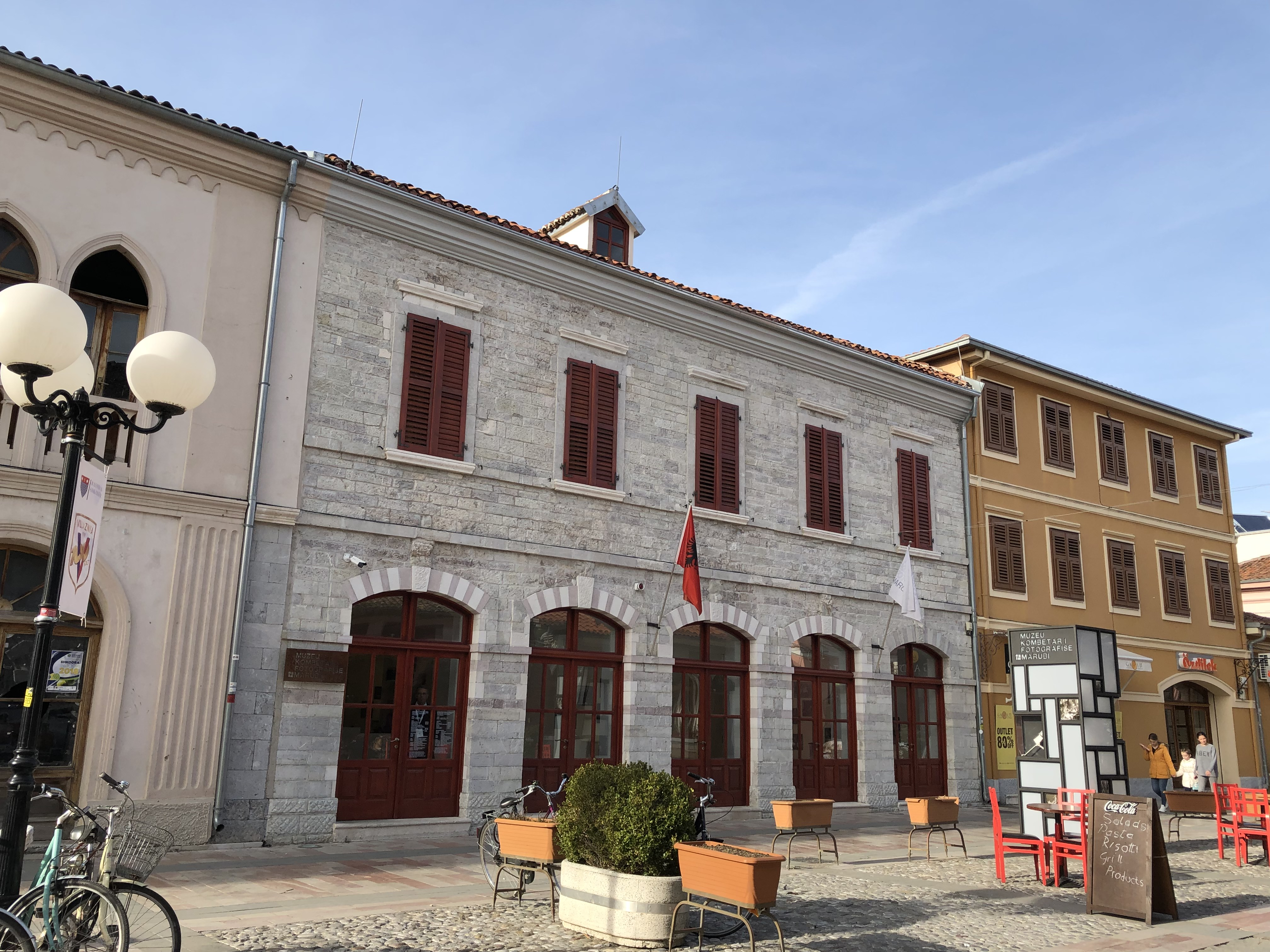
Muzeum Marubi spravuje rozsáhlou sbírku více než 500 000 fotografií od roku 1856

Muzeum Marubi uchovává a propaguje sbírku více než 500 000 negativů pocházejících z druhé poloviny devatenáctého století do konce dvacátého století. Rodinný archív Marubiů spolu s archivy mnoha dalších fotografů v muzeích dokumentují klíčové momenty v albánském společenském, kulturním a politickém životě v průběhu jednoho a půl století.
Předválečné období je často považováno za „zlatý věk“ albánské fotografie. Mezi další známé fotografy této doby patří Dhimitër Vangjeli, Vani Burda, Kristo Shuli, Pero Kaçauni, Kolë Maca, Kristaq Sotiri, Foti Papajani, Bajazid Doda, Dedë Jakova, Ali Bakiu, Petro Dhimitri, Janaki a Milton Manaki, Lilo Xhimitiku, Ymer Bali, Shan Pici, Kolë Idromeno nebo Pjetër Rraboshta.
Pjetër Rraboshta je nazýván fotografem dětí a různých událostí, které se odehrály ve Skadaru v letech 1959 až 1975. Jeho materiál je na filmech Laika, 24x36 mm.
- Pero Kaçauni
- Kolë Maca
- Foti Papajani
- Petro Dhimitri

## Poválečné období
V komunistické Albánii byla fotografie řízena státem. Ústřední institucí odpovědnou za výrobu a archivaci obrázků byla albánská telegrafická agentura, která měla fotografickou laboratoř již v roce 1947. Mezi první fotožurnalisty této éry patřili Vasil Ristani a Mehmet Kallfa. Na konci padesátých let nabízely průkopnické domy, alespoň v Tiraně, kurzy fotografování. Během šedesátých let vycházel časopis Ylli, který v té době sloužil jako přehlídka albánské fotografie a každoročně pořádal fotografickou soutěž, která byla otevřena jak profesionálům, tak amatérům.
- Refik Veseli (1926–2000)
- Ze současných to je například Ornela Vorpsi.